# Отрадновка (деревня)
Отра́дновка — деревня в Нижнеомском районе Омской области. Входит в состав Ситниковского сельского поселения.

## История
В 1928 году посёлок состоял из 56 хозяйств, основное население — русские. В административном отношении находился в составе Покровского сельсовета Большереченского района Тарского округа Сибирского края.

## Население
| 1926 | 2010 |
| ---- | ---- |
| 345  | ↘98  |

## Улицы
В посёлке имеется одна улица — Рабочая.